# Puntagorda
Puntagorda est une commune de la province de Santa Cruz de Tenerife dans la communauté autonome des Îles Canaries en Espagne. Elle est située sur la côte nord-ouest de l'île de La Palma.

## Géographie

### Localisation

Localisation de l'île de La Palma dans les Îles Canaries.
Localisation de Puntagorda dans l'île de La Palma.

|                  | Garafía    |         |
| Océan Atlantique | Puntagorda | El Paso |
|                  | Tijarafe   |         |

### Villages de la commune
- El Pinar (1 062)
- Puntagorda (442)
- Fagundo (305)
- El Roque (165)

Entre parenthèses figure le nombre d'habitants de chaque village en 2007.

## Patrimoine

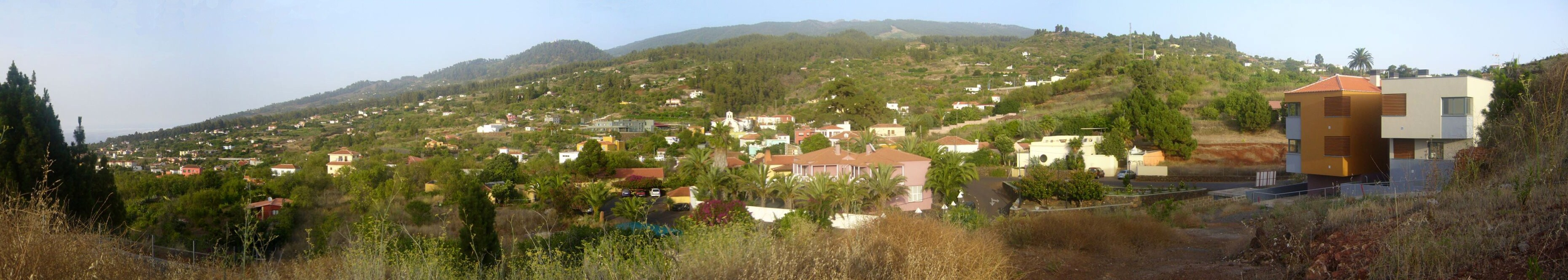
Vue de Puntagorda.

## Démographie
| Année | Population | Densité   |
| ----- | ---------- | --------- |
| 1991  | 1.802      | 57.95/km² |
| 1996  | 1.798      | 57.81/km² |
| 2001  | 1.675      | 54.03/km² |
| 2002  | 1.823      | 58.62/km² |
| 2003  | 1.789      | 57.52/km² |
| 2004  | 1.708      | 54.91/km² |
| 2006  | 1.962      | 63/km²    |
| 2007  | 1.974      | 63,47/km² |
| 2008  | 1.955      | 62.86/km² |
| 2009  | 2.108      | 67,78/km² |